# Nataliya Lovtsova
Nataliya Vladimirovna Lovtsova (em russo:  Наталья Владимировна Ловцова; Togliatti, 14 de abril de 1988) é uma nadadora russa.

## Carreira

### Rio 2016
Lovtsova competiu nos 100 m livre feminino nos Jogos Olímpicos de Verão de 2016, sendo eliminada nas eliminatórias.